# Saint-Genès-Champanelle
 Saint-Genès-Champanelle  là một xã ở tỉnh Puy-de-Dôme trong vùng Auvergne-Rhône-Alpes miền trung nước Pháp.